# Людвіг Валентин Лоренц
Людвіг Валентин Лоренц (дан. Ludvig Valentin Lorenz, 18 січня 1829 — 9 червня 1891) — данський математик і фізик, відомий своїми дослідженнями в галузі електродинаміки.
Встановив закон зміни термічної та електричної провідності металів із температурою (закон Відемана-Франца-Лоренца). Незалежно від Гендрика Лоренца отримав формулу, яка описує залежність діелектричної проникності газів від густини й температури, запропонував калібровку векторного потенціалу, яка отримала назву Лоренцової калібровки, показав, що електромагнітна взаємодія розповсюджується зі швидкістю світла.